# Старый Узюм
 Старый Узюм  — деревня в Атнинском районе Татарстана. Входит в состав Узюмского сельского поселения.

## География
Находится в северо-западной части Татарстана на расстоянии приблизительно 9 км по прямой на северо-восток от районного центра села Большая Атня.

## История
Известна с периода Казанского ханства. В начале XX века действовала мечеть.
В «Списке населённых мест Российской империи», изданном в 1866 году по сведениям 1859 года, населённый пункт упомянут как казённая деревня Старый Узюм 2-го стана Царевококшайского уезда Казанской губернии. Располагалась по левую сторону транспортного тракта из города Казани в Вятскую губернию, при речке Люже, в 143 верстах от уездного города Царевококшайска и в 24 верстах от становой квартиры в казённой деревне Уразлино (Казаклар). В деревне, в 5 дворах проживали 55 человек (27 мужчин и 28 женщин), была мечеть.

## Население
Постоянных жителей было: в 1782—115 душ мужского пола, в 1859—1177 (с деревней Новый Узюм), в 1897—968 (с деревней Новый Узюм), в 1908—1541, в 1920—913, в 1926—865, в 1938—737, в 1949—455, в 1958—364, в 1970—328, в 1979—261, в 1989—204, в 2002 − 201 (татары 100 %), 196 в 2010.